# Oleg Molla
Oleg Molla (n. 22 februarie 1986, Chișinău) este un fotbalist profesionist moldovean, care în prezent evoluează la echipa FC Dacia Chișinău.